# Identidade digital
A identidade digital é a representação digital dos dados relacionados com uma pessoa, empresa, sistema, máquina, acessível através de dispositivos computacionais. A identidade digital pode incluir dados biográficos (que apresentam registro de informações históricas como nome, endereço, número da segurança social, números de conta, palavras-chave, etc.) ou biométricos (que apresentam registro de características físicas ou comportamentais das pessoas como forma de identificá-las unicamente). Ou seja, abrange um conjunto de informações atualizadas, organizadas e codificadas em meios informáticos.
A identidade digital, se for devidamente implementada, pode proporcionar mais segurança e diminuir os custos e riscos de roubos de identificação.

## Utilidade
A identidade digital pode ser usada por uma variedade de transacções electrónicas, incluindo correio electrónico, comércio electrónico, transferências electrónicas, etc.

## Segurança
O documento de identidade digital é um instrumento importante para estabelecer um canal seguro para comunicar qualquer informação entre meios humanos e tecnológicos. Este torna possível verificar e impedir se determinadas pessoas utilizam documentos falsos para personificar outros usuários.
No entanto, a digitalização da sociedade introduz mudanças no equilíbrio da sua gestão, tais como a capacidade dos sistemas tecnológicos facilitarem operações indevidas, como roubo, chantagem e falsificação de identidade; e a garantia da protecção de privacidade e de segurança de ativos, que é mais difícil.

## Autenticação
A autenticação permite que o receptor digital de uma mensagem possa estar confiante da identidade do remetente e da integridade da mensagem.
Estão a ser desenvolvidas técnicas de autenticação física, designadas por biometria que incluem a identificação pela íris, reconhecimento da retina, da voz, da digitação, com o objectivo de proporcionar melhor protecção contra o roubo de identidade e outros

## Assinatura Digital
Documento electrónico de identidade digital que serve para confirmar electronicamente a identidade pessoal de um registo efectuado por uma pessoa, e permitir-lhe assinar electronicamente através de uma chave privada e secreta que é utilizada pelo próprio e só por ele.
Este documento só funciona devido à existência de uma cadeia de bits, resultado da aplicação de uma função criptográfica a um texto arbitrário, neste caso a assinatura.

## Diretório de Identidades
Sistema que armazena as identidades, usualmente indexado para facilitar a busca. Também conhecido como repositório de identidades. Pode ser armazenado em sistemas de bancos de dados ou sistemas de diretório (DAP ou LDAP). Um sistema eletrônico pode realizar buscas por identidades, ou por atributos de identidade. Como qualquer base de dados, há um controle de estrutura, chamado de esquema de base de dados. O esquema indica os atributos de cada identidade, bem como sua classificação.

## Legalidade e Privacidade
A gestão da identidade digital levanta novos problemas legais às sociedades contemporâneas. É fácil, para individuos ou instituições, interferir com a identidade digitial de um cidadão. Os dados pessoais, apesar de salvaguardados, podem estar sujeitos a interferências criminosas - roubo de identidade, em que a persona virtual é utilizada por terceiros sem conhecimento do cidadão, roubo de dados tendo em vista a aquisição de dados que permitam acesso a contas bancárias.
O papel dos estados e instituições é por vezes pouco claro. Num mundo em que a identidade digital cada vez mais se sobrepõe à identidade física, torna-se cada vez mais fácil vigiar e controlar os cidadãos. A quantidade de dados disponíveis sobre um individuo abre espaço a aproveitamentos indevidos que podem colocar a liberdade e privacidade individual dos cidadãos. O cruzamento dos dados individuais permite níveis de intervenção dos estados na vida privada inimagináveis até há poucos anos. Este problema coloca-se com particular acutilância nos estados totalitários, com a identidade digital a ser utilizada como mais uma forma de controlo social. Nos regimes democráticos debate-se a fronteira entre liberdade individual e dever social.
A necessidade de legislação que salvaguarde direitos e liberdades num mundo em que todos os dados estão ao alcance das entidades impõe-se. A reflexão sobre este tipo de legislação procura um equilíbrio entre liberdade individual, privacidade, protecção dos dados pessoais e obrigações do indivíduo para com o estado.